# États fédérés de Micronésie aux Jeux olympiques d'été de 2024
Les États fédérés de Micronésie participent aux Jeux olympiques de 2024 à Paris en France. Il s'agit de sa 7e participation à des Jeux d'été.
Les nageurs Tasi Limtiaco (en) et Kestra Kihleng sont nommés porte-drapeau de la délégation micronésienne composée de 3 athlètes.

## Athlètes engagés
| Sport      | Hommes | Femmes | Total |
| ---------- | ------ | ------ | ----- |
| Athlétisme | 1      | 0      | 1     |
| Natation   | 1      | 1      | 2     |
| Total      | 2      | 1      | 3     |

## Résultats

### Athlétisme
| Athlètes        | Épreuve        | Premier tour (ou tour préliminaire) | Premier tour (ou tour préliminaire) | Repêchage (ou premier tour) | Repêchage (ou premier tour) | Demi-finales | Demi-finales | Finale      | Finale      |
| Athlètes        | Épreuve        | Temps                               | Rang                                | Temps                       | Rang                        | Temps        | Rang         | Temps       | Rang        |
| --------------- | -------------- | ----------------------------------- | ----------------------------------- | --------------------------- | --------------------------- | ------------ | ------------ | ----------- | ----------- |
| Scott Fiti (en) | 100 m masculin | 11 s 61                             | 7e                                  | Non disputé                 | Non disputé                 | Non disputé  | Non disputé  | Non disputé | Non disputé |

### Natation
La Micronésie bénéficie de deux places attribuées au nom de l'universalité des Jeux. 
| Athlète            | Épreuve                 | Série        | Série | Demi-finale | Demi-finale | Finale      | Finale      |
| Athlète            | Épreuve                 | Temps        | Rang  | Temps       | Rang        | Temps       | Rang        |
| ------------------ | ----------------------- | ------------ | ----- | ----------- | ----------- | ----------- | ----------- |
| Tasi Limtiaco (en) | 100 m brasse masculin   | 1 min 4 s 14 | 5e    | Non disputé | Non disputé | Non disputé | Non disputé |
| Kestra Kihleng     | 50 m nage libre féminin | 28 s 81      | 52e   | Non disputé | Non disputé | Non disputé | Non disputé |